# Marina Satti
Marina Satti (in greco Μαρίνα Σάττι?; Atene, 26 dicembre 1986) è una cantautrice, produttrice discografica e attrice teatrale greca.
Ha rappresentato la Grecia all'Eurovision Song Contest 2024 con il brano Zari.

## Biografia
Nata nella capitale greca di Atene da padre medico sudanese e madre ingegnere chimico greca, è cresciuta a Candia, sull'isola di Creta. Ha iniziato a studiare pianoforte sin da cinque anni, mentre ha iniziato a studiare canto lirico durante il liceo. Ha terminato la scuola come una delle migliori studentesse. Si è successivamente iscritta all'Università tecnica nazionale di Atene per studiare architettura, per tre anni su cinque senza conseguire la laurea.
Dal 2006 ha iniziato a recitare, cantare e comporre musiche per 15 spettacoli teatrali in Grecia, nonché a lavorare nel settore di composizione e produzione musicale anche per cortometraggi e pubblicità varie. Ha successivamente collaborato con il ramo greco della Disney, partecipando anche ai doppiaggi di ventiquattro lungometraggi come Oceania e La sirenetta.
Nel 2008, dopo aver studiato con il baritono greco Panos Dimas, Marina Satti ha conseguito un primo diploma in monodia lirica con lode e un primo premio. L'anno successivo ha conseguito una seconda laurea in studi classici avanzati, opera e jazz presso il Conservatorio Philippos Nakas di Atene. Ha frequentato inoltre due scuole di teatro, la Veaki e la Kentriki Skini, grazie a una borsa di studio. Nel 2012 ha completato tre anni di studi in jazz, composizione e produzione di musica contemporanea al Berklee College of Music di Boston, sempre grazie a una borsa di studio.
Marina Satti ha fatto parte dell'European Jazz Orchestra dell'Unione europea di radiodiffusione. Si è inoltre esibita come cantante del World Jazz Nonet al John F. Kennedy Center di Washington. Nel 2016 fonda il progetto Fonés, un ensemble femminile a cappella che esegue canzoni polifoniche tradizionali della musica ellenica, con cui si è esibita al Teatro antico di Epidauro, l'Odeo di Erode Attico, la Sala da concerto di Atene e il Centro culturale della Fondazione Stavros Niarchos.
Nel 2016 ha pubblicato il singolo Koupes, che ha ricevuto più di 24 milioni di visualizzazioni su YouTube ed è stato incluso nel remix album di Ravi e Bob Sinclar Buddha Bar - 20 Years Anniversary. L'anno successivo viene pubblicato il singolo Mantissa, che ha ricevuto oltre di 58 milioni di visualizzazioni su YouTube, conquistando inoltre la 3ª posizione nella hit parade della Prophon.
Nel 2017 Satti ha curato una serie di eventi culturali che hanno portato alla formazione del coro Chόres (un portmanteau delle parole greche per "figlie" e "cori"), composto da 200 donne di età compresa tra i 13 e i 63 anni. Nel 2020, le Chόres si sono esibite con canti tradizionali in vari siti archeologici della penisola greca.
Nel maggio 2022 viene messo in commercio il suo album in studio di debutto Yenna. L'album, che ha riscosso un grande successo commerciale e dalla critica specializzata, viene promosso attraverso una tournée in tutta Europa durata oltre quattro mesi.
Il 24 ottobre 2023 l'emittente televisiva greca ERT l'ha selezionata internamente per rappresentare il paese all'Eurovision Song Contest 2024. Il suo brano eurovisivo, Zari, è stato presentato il 7 marzo 2024; nella gara di maggio, Satti si qualifica alla finale, classificandosi 5º nella seconda semifinale. In finale, Marina chiude in 11ª posizione su 25 paesi. Zari è stato un gran successo commerciale sin dalla sue prime ore di pubblicazione: certificato oro dalla IFPI Greece in meno di una settimana, e in seguito disco di diamante, ha esordito direttamente in vetta alla Digital Singles Chart greca, comparendo anche in altre classifiche di Spotify. Si è trattato dal secondo estratto dal suo EP P.O.P., pubblicato il 14 maggio 2024, i cui sette brani hanno raggiunto almeno una certificazione in Grecia e sono diventati virali globalmente anche su YouTube.
Dopo la trasferta eurovisiva e la prima parte del tour in supporto a P.O.P., torna sulle scene pubblicando due nuovi singoli, Anatolī e Epanō sto trapezi, rispettivamente a dicembre 2024 e gennaio 2025. Il 25 aprile 2025 viene pubblicato il secondo album in studio Pop Too, con cui viene esteso il progetto musicale iniziato con l'EP P.O.P..

## Discografia

### Album in studio
- 2022 – Yenna
- 2025 – Pop Too

### EP
- 2024 – P.O.P.

### Singoli
- 2016 – Koupes
- 2017 – Mantissa
- 2021 – Pali
- 2021 – Ponos kryfos
- 2022 – Giati pouli m'
- 2023 – Zeimbekiko II (con Dionysis Savvopoulos e Mikros Kleftis feat. Sotiria Bellou)
- 2023 – Tucutum
- 2024 – Zari
- 2024 – Anatolī
- 2025 – Epanō sto trapezi
- 2025 – Ela ela (con Saske)

#### Come featuring
- 2018 – Edō (Tropical Remix) (Monsieur Minimal feat. Marina Satti)
- 2021 – Čičovite kon'e (Remix) (Boombastiko feat. Marina Satti)

## Tournée
- 2022 – Yenna Tour
- 2024/25 – Pop Tour